# De blinde horlogemaker

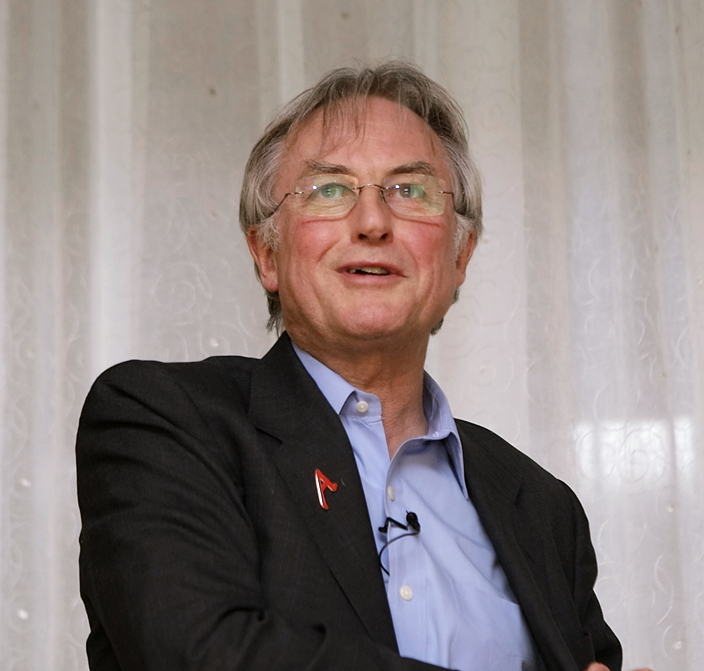
Richard Dawkins

De blinde horlogemaker (originele titel: The Blind Watchmaker) is een boek uit 1986 van de Britse evolutiebioloog Richard Dawkins waarin hij argumenten aanvoert voor evolutie gestuurd door natuurlijke selectie. Hij geeft ook tegenargumenten voor geuite kritiek op zijn vorige boek The Selfish Gene. 'The Blind Watchmaker' is ook de titel van een televisiedocumentaire gebaseerd op dit boek.

## Overzicht
De titel van het boek verwijst naar de analogie van de horlogemaker die uiteengezet werd door William Paley in zijn boek Natural Theology (1802). Paley beargumenteerde, meer dan vijftig jaar voordat Charles Darwin zijn Over de oorsprong der soorten publiceerde, dat de complexiteit van organismen bewijs is voor het bestaan van een goddelijke schepper, net zoals een horloge bewijs is voor een intelligente horlogemaker. Dawkins bespreekt de verschillen tussen menselijk ontwerp en de wijze waarop evolutionaire mechanismen werken. Hij vergelijkt deze mechanismen met een blinde horlogemaker die zonder enig inzicht of planning het horloge 'schept'.
Dawkins onderbouwt zijn standpunt door het verschil duidelijk te maken tussen de ontwikkeling van complexiteit door willekeurige mutaties en door cumulatieve selectie. Hierbij worden willekeurige mutaties door natuurlijke selectie geselecteerd waardoor het proces gestuurd wordt. Hij licht dit toe met een computersimulatie waarin een willekeurige reeks tekens evolueert naar de zin 'Methinks it is like a weasel' met behulp van willekeurige wijzigingen en kunstmatige selectie. Dit is vergelijkbaar met de werking van biologische evolutie dat met mutaties en natuurlijke selectie het proces stuurt.
Bij het boek werd afzonderlijk een meer geavanceerde computersimulatie verkocht als lesmateriaal. In dit computerprogramma, eveneens The Blind Watchmaker genoemd, is de evolutie van zogeheten biomorphs te zien. Het uiterlijk, zoals grootte en kleur, van deze biomorphs wordt bepaald door een aantal kunstmatige genen. De gebruiker kan de evolutie sturen (kunstmatige selectie) door in elke generatie een biomorph uit te kiezen die de kinderen zal voortbrengen voor de volgende generatie.